# 小行星2399
小行星2399（2399 Terradas）是一颗围绕太阳公转的小行星。1971年6月17日，卡洛斯·塞斯科在圣胡安省发现了此天体。
該小行星以西班牙數學家艾斯特班·特德拉斯·伊·伊拉命名。
这颗小行星的绝对星等为159.9062829352683等。